# Henricus Gravius
Hendrik De Grauwe, Henricus Gravius en latin et Henri De Grave en français, né en 1536 à Louvain et mort en 1591 à Rome, est un universitaire néerlandais.

## Biographie
Fils d’un imprimeur de Louvain, Gravius fut vingt ans professeur de théologie à l'université, avant d’être appelé à Rome, en 1591, par Sixte Quint, en qualité de bibliothécaire, pour soigner l’édition de la Vulgate.
On lui doit également les notes du 7e tome des Œuvres de saint Augustin, Anvers, 1578.

## Sources
- Gabriel Peignot, Dictionnaire historique et bibliographique : contenant l’histoire abrégée des personnages illustres, célèbres ou fameux de tous les siècles et de tous les pays du monde, qui se sont fait un nom par leurs écrits, leurs inventions, leurs découvertes, leurs erreurs, leurs vertus ou leurs crimes ; avec l’histoire des dieux et des héros de la mythologie, t. 2 3e partie G – M, Paris, Philippe, 1832, 572 p. (lire en ligne), p. 80.